# Université de Kamina
L’université de Kamina (UNIKAM) est une université publique de la république démocratique du Congo, située dans la province du Haut-Lomami, ville de Kamina.

## Historique
L'Université a été créée en 1993 par le Ministre Pascal NDUDI NDUDI sous l’arrêté ministériel n° ESU/CABMIN/0116/93 portant création du Centre Universitaire du Katanga à Kamina, signé par le Ministre de tutelle le 15 juillet 1993. À sa création, l'université de Kamina était une extension de l’université de Lubumbashi et s’appelait alors « Centre universitaire de Kamina (CUK) ». Elle est par la suite renommée université de Kamina lorsqu'elle est déclaré autonome par arrêté du ministère de l'Enseignement supérieur et universitaire.
A ce jour, elle a comme Recteur, le Professeur Ordinaire YUMBA MUSOYA BANZA Phynées.

## Composition
L'université de Kamina est organise des études dans les domaines ou facultés :
- Faculté des Sciences Informatiques ;
- Faculté de Droit ;
- Faculté des Lettres et Sciences Humaines ;
- Faculté des Sciences Agronomiques ;
- Faculté des Sciences Économiques et de Gestion ;
- Faculté des Sciences Sociales, Politiques et Administratives ;
- Faculté de Psychologie et des Sciences de l’Éducation ;
- Faculté des Sciences Biomédicales (Médecine) ;
- Faculté de Médecine Vétérinaire ;
- École de Santé Publique